# 카이스 카잘리

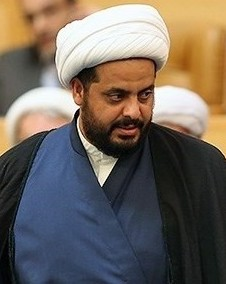
카이스 카잘리

카이스 카잘리 (아랍어: قيس الخزعلي)는 1974년 출생으로, 이란이 지원하는 이라크 특수집단의 창립자로 잘 알려져 있다. 그는 2006년 6월부터 미군에 의해 2007년 3월 잡히기 전까지 꾸준히 활동했다. 이라크 특수집단의 수장으로, 카잘리는 마약 밀매와 자살특공대 조직, 납치, 암살 등을 주도했으며 2007년 1월 20일 카르바라 지방본부 기습을 지휘했다. 무크타다 알사드르를 따르던 그는 2004년 승인받지 않은 명령을 제공하고 아사이브 알 알하크라는 그만의 조직을 창설했다는 이유로 메흐디 민병대에서 축출되었다. 그의 부재 이후 아크람 알 카비가 그의 석방 때까지 실질적인 사령관이 되었다.
2007년 3월 20일, 특수항공대 G편대가 바스라를 공습하여 그의 형과 레바논 고문관을 포로로 잡고 중요한 정보를 얻었다. 2010년 1월 카잘리는 석방되었고, 아사이브 알 알하크가 납치한 피터 무어와 교환되었다. 그 해 12월, 악명높은 특수집단의 사령관 아부 데라와 아부 무스타파 알셰이바니는 그가 이라크로 돌아오는 것을 허용했고 그가 돌아온 이후 이라크에서 그와 협력하겠다고 밝혔다.

## 인용
- Kagan, Kimberly (2009), 《The Surge: A Military History》, New York, NY: Encounter Books, ISBN 978-1-59403-249-3